# Franz Theodor Knauth
Franz Theodor Knauth (* 25. April 1803 in Leipzig; † August 1874 ebenda) war ein deutscher Kaufmann und Bankier.

## Leben
Knauth entstammte einer sächsischen Kaufmannsfamilie. Sein Vater kam aus Naumburg/Saale nach Leipzig.
Knauth war als junger Kaufmann für die Leipziger Seidenwarenhandlung Dufour in Frankreich und Mexiko tätig. 1839 übernahm er zusammen mit Samuel Storrow aus Boston von Dufour deren Wareneinkauf-Kommissionsgeschäft. Nach Storrows Tod 1842 machte Knauth zunächst mit seinem Schwager Esche als Partner weiter. 1852 traten an dessen Stelle Jacob Nachod, der sich in Knauths alter Firma bewährt hatte, und Friedrich Kühne.
Das Bankhaus Knauth, Nachod & Kühne wurde als neues Unternehmen mit Niederlassungen in Leipzig und New York gegründet. Knauth hatte erkannt, dass der wachsende Handel zwischen den USA und Europa gute Geschäftsaussichten bot. Der geschäftliche Schwerpunkt verlagerte sich vom Warenimport zu transatlantischen Bankdienstleistungen. In Sachsen war Knauth vor 1867 Konsul u. a. für Kolumbien.
Mit seiner 1848 früh verstorbenen ersten Frau Adelheid geb. Esche aus der Chemnitz-/Limbacher Industriellenfamilie, hatte er drei Kinder. In zweiter Ehe war Knauth mit Elizabeth Fanny Steyer aus Leipzig (1828–1907) verheiratet und hatte mit ihr weitere fünf Kinder. Nach dem Tod Knauths traten seine Söhne Percival Knauth und Antonio Knauth in das Bankhaus ein. Seine Kinder verlegten ihren Lebensmittelpunkt aus Leipzig in die USA und wurden führende Mitglieder der deutsch-amerikanischen Gesellschaft in New York. Eine Enkelin Knauths war die Philosophin Susanne K. Langer.